# Cyber Shadow
Cyber Shadow è un videogioco a piattaforme creato dalla casa di sviluppo finlandese Mechanical Head Studios e pubblicato da Yacht Club Games. Il gioco è caratterizzato da un'estetica a 8 bit che ricorda successi del passato quali Shadow Warriors, e segue le avventure di un ninja cibernetico di nome Shadow intento a salvare il suo clan in un mondo ormai dominato dalle macchine.
Il gioco è stato sviluppato principalmente da Aarne Hunziker, al tempo unico membro dei Mechanical Head Studios. Il gioco è stato presentato ufficialmente per la prima volta al PAX East 2019, nonostante fosse in sviluppo da anni e fosse stato già annunciato in modo ufficioso. Il gioco si ispira dichiaratamente alla storica serie di Ninja Gaiden.

## Trama
La trama del gioco segue le peripezie di un ninja cibernetico Shadow intento a salvare il membri del suo vecchio clan da forme di vita sintetiche intenzionate a utilizzarli per aumentare i loro poteri. In particolare, la storia è ambientata tra le rovine della città immaginaria di Mekacity.

## Modalità di gioco
Cyber Shadow è un gioco scorrimento laterale. Il giocatore controlla un ninja e deve affrontare i numerosi nemici lungo il suo cammino con una spada e le varie abilità speciali acquisite durante il gioco, come ad esempio degli shuriken. Il gioco ha un'estetica a 8 bit e contiene diversi elementi di gioco ispirati a Ninja Gaiden, Mega Man, Castlevania e altri giochi simili.
Alla fine di ogni livello, per proseguire verso il successivo, il giocatore dovrà affrontare un boss.